# لوليتا رودريغيز
لوليتا رودريغيز هي ممثلة فلبينية، ولدت في 29 يناير 1935 باوردانيتا في الفلبين، وتوفيت في 28 نوفمبر 2016 بهيميت في الولايات المتحدة بسبب مرض.

## وصلات خارجية
- لوليتا رودريغيز على موقع IMDb (الإنجليزية)
- لوليتا رودريغيز على موقع قاعدة بيانات الفيلم (الإنجليزية)